# HD41406
HD41406 — хімічно пекулярна зоря спектрального класу F4, що має видиму зоряну величину в смузі V приблизно  8,8.
Вона  розташована на відстані близько 393,9 світлових років від Сонця.